# 高崎ビブレ
高崎ビブレ（たかさきビブレ）は、かつて群馬県高崎市に存在したイオンリテール株式会社（旧：株式会社マイカル）が運営していた商業施設。元ニチイ高崎店→（初代）高崎サティ。
現在は跡地に同じくイオングループの商業施設「高崎オーパ」が立地している。

## 店舗概要
群馬県内随一のターミナル駅である高崎駅（西口）から徒歩圏内の中心市街地に立地しており、テナントはファッションブランド関連が中心となっている。
開業当初は「ニチイ高崎店」であったが、1986年3月に「（初代）高崎サティ」、1996年3月に「高崎ビブレ」に業態転換した。
2013年6月3日まで売り場面積620坪を誇るジュンク堂書店高崎店が入居していた。
施設老朽化と高崎市の駅前再開発事業との兼ね合いから2014年3月31日をもって閉店した。閉店後周辺敷地と併せ、2017年10月13日に高崎オーパが開店した。

### 営業時間
- 11:00-20:00（土日祝日は10:00より営業）

## 交通アクセス

### 鉄道

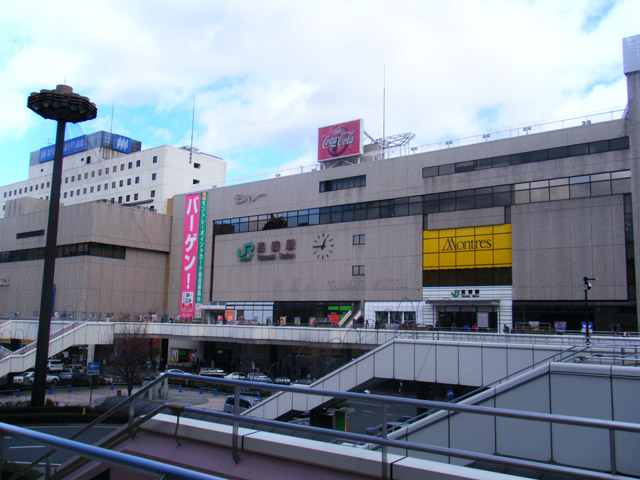
高崎駅西口

- 高崎駅（西口）から徒歩約1分。高崎駅西口

### 自家用車
- 国道17号および高崎環状線から高崎市街地（高崎駅方面）へ。駐車場は近隣の契約駐車場を利用。

## 周辺の商業施設
- 高崎高島屋
- モントレー
- イーサイト高崎
- ラ・メルセ
- スズラン高崎店